# フィルモア・イースト
座標: 北緯40度43分39秒 西経73度59分18秒 / 北緯40.727509度 西経73.98846度
フィルモア・イースト (Fillmore East) は、ニューヨーク市マンハッタン区イースト・ヴィレッジの2番街と東6丁目の交差点近くにあった、ビル・グラハム (Bill Graham) 所有のロック系のコンサート会場。1968年から1971年まで存続し、当時のロック界における最も重要なコンサートのいくつかが、この会場で行なわれた。フィルモア・イーストは、グラハムがサンフランシスコに所有していた彼の本拠地フィルモア・オーディトリアム、および、その後継施設であったフィルモア・ウェストと、同系列の施設であった。

## 前史
後にフィルモア・イーストに改装された劇場は、もともとこの辺りの2番街にイディッシュ語話者向けの演劇などを提供する劇場が集まり、「ユダヤ劇場街 (Jewish Rialto)」と称されていたころ、1926年にイディッシュ劇場 (Yiddish theater) として建設された。当時の名称は「コモドア劇場 (the Commodore Theater)」であったが、その後、ローズ社 (Loews Inc.) の所有となって映画館に改装され「ローズ・コモドア (the Loews Commodore)」となった。さらに、その後「ヴィレッジ劇場 (the Village Theatre)」となり、1967年からはクリーム、ザ・フー、ドアーズなどのロック・バンドが出演するようになった。グラハムが劇場を手に入れたときには、建物は修復が必要な状態に陥っていた。劇場入口の庇やファサードはとても狭い作りであるが、その奥の会場はおよそ2,700人を収容できた。

## フィルモア・イースト時代
この場所を確保したことで、グラハムは、既に所有していたカリフォルニア州サンフランシスコのフィルモアと対になる東海岸の拠点を手に入れた。1968年3月8日に開場したフィルモア・イーストは、たちまち「The Church of Rock and Roll（ロックンロールの教会）」と称されるようになり、3組が出演するショーが一晩に2回公演される形態で、毎週数夜の公演が打たれるようになった。グラハムは定期的に東西のフィルモアの出演者を入れ替えた。1971年はじめまで、金曜日と土曜日に出演するバンドは、2夜連続で、各晩8時と11時の2回出演するよう番組が組まれていた。

### おもな出演者
フィルモア・イーストのおもな出演者の中には、ジミ・ヘンドリックスもいた。ヘンドリックスのアルバム『Band of Gypsys』は、1970年の元日に、ここでライブ録音された。ジョン・レノンは、1971年6月6日、フランク・ザッパのバンドであるザ・マザーズ・オブ・インヴェンションのコンサートのアンコールにゲスト出演した。オールマン・ブラザーズ・バンドは何度もフィルモア・イーストに出演しており、「ビル・グラハムの箱バン (Bill Graham's House Band)」と呼ばれた。1968年のザ・フーのライブは、ピート・タウンゼントがギターを壊さなかったことで有名。1969年9月には、ジェファーソン・エアプレインが6回、タジ・マハールが8回、クロスビー、スティルス、ナッシュ&ヤングが4回の公演を行なっていた。レッド・ツェッペリンは、アイアン・バタフライの前座として、1969年はじめに4回の公演をしている。1月31日の演奏を素人が撮影した映像が、ネット上のレッド・ツェッペリンのサイトで公開されている。
ジョシュア・ホワイト(Joshua White)が率いたザ・ジョシュア・ライト・ショー(
The Joshua Light Show)は、多くの公演において演奏するバンドの背景にリキッド・ライト・ショー(liquid light show)の手法でサイケデリックな芸術的照明効果を演出し、重要な役割を果たした。1970年夏の以降は、ザ・ジョシュア・ライト・ショー出身のメンバーによって結成されたジョーズ・ライツ(Joe's Lights)が専属照明担当となり、1971年の閉場までこの体制が続いたが、一部の照明業務は、マーク・L・ルービンステイン(Marc L. Rubinstein)が率いたザ・ピッグ・ライト・ショー(The Pig Light Show)に委託されていた。
1970年9月23日には、PBSが放送用に公演を収録した。この時の出演者は、ザ・バーズ、エルヴィン・ビショップ・グループ、アルバート・キング、シャ・ナ・ナ、ヴァン・モリソンで、照明はジョーズ・ライツであった。

### ライブ・アルバム
フィルモア・イーストは音響がすばらしかったために、数多くのライブ・アルバムがここで録音された。以下に挙例する。

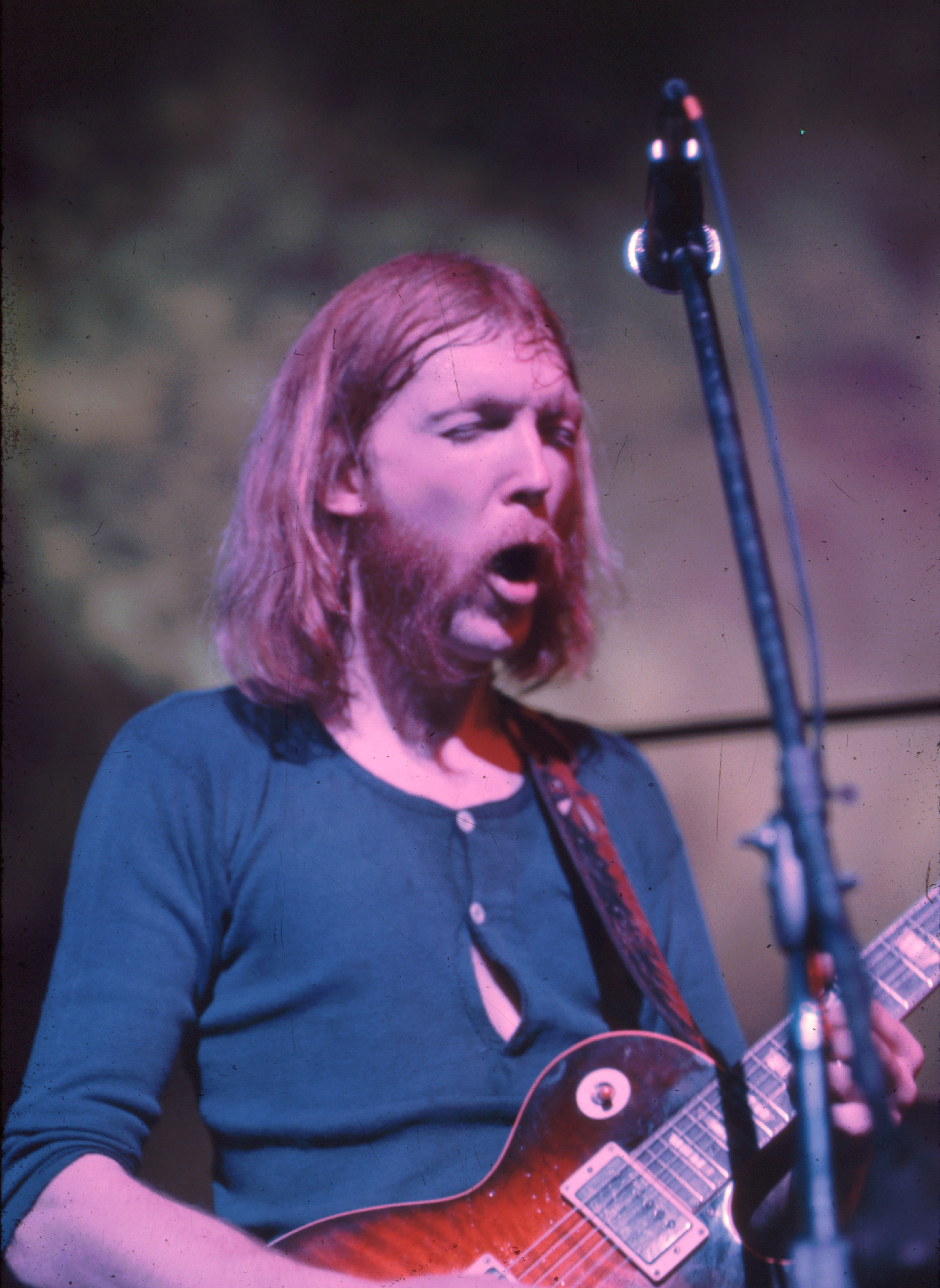
フィルモア・イースト最後の週末におけるデュアン・オールマン

- オールマン・ブラザーズ・バンド – フィルモア・イースト・ライヴ（At Fillmore East）（1971年）
- オールマン・ブラザーズ・バンド – Fillmore East, February 1970（1997年リリース：Grateful Dead Records）
- バッファロー・ボブ・スミス (Buffalo Bob Smith)[注釈 1] – Live at Bill Graham's Fillmore East（1971年4月4日録音）
- チェンバース ブラザーズ (The Chambers Brothers) – Love, Peace and Happiness 2枚組アルバムの1枚がフィルモア・イーストにおけるライブ盤
- ジョー・コッカー – マッド・ドッグス&イングリッシュメン(Mad Dogs and Englishmen) – The Complete Fillmore East Concerts（1970年3月27日 - 3月28日 録音：2006年リリース）
- クロスビー、スティルス、ナッシュ&ヤング - 4ウェイ・ストリート（4 Way Street） （1971年リリース）
- マイルス・デイヴィス – Live at the Fillmore East, March 7, 1970: It's About That Time （1970年3月7日 録音：2001年リリース) - マイルス・デイヴィスのいわゆる「最後のクインテット」のライブ演奏を収めた貴重な音源
- マイルス・デイヴィス – Miles Davis at Fillmore: Live at the Fillmore East（1970年6月17日 - 6月20日録音：1970年リリース）
- デレク・アンド・ザ・ドミノス – In Concert（1970年10月23日 - 10月24日録音：1973年リリース）
- デレク・アンド・ザ・ドミノス – Live at the Fillmore（1970年10月23日 - 10月24日録音：1994年リリース）
- フライング・ブリトー・ブラザーズ – Authorized Bootleg: Fillmore East, N.Y., N.Y. Late Show, Nov. 7, 1970（CD、2011年2月、Hip-O Select）
- ヴァージル・フォックス/Heavy Organ – Bach Live at Fillmore East（1970年12月1日録音：LP、1971年リリース：CD、1989年リリース）
- The Fugs – Golden Filth - Alive at the Fillmore East（1968年6月1日録音：LP、1970年リリース：CD、Rhino Handmade のCD3枚組『Electromagnetic Steamboat』の一部として2003年リリース）
- グレイトフル・デッド – Ladies and Gentlemen… The Grateful Dead: Fillmore East – April 1971 （2000年：1971年4月のフィルモア・イーストの5夜の演奏からまとめられた4枚組）
- グレイトフル・デッド – Live at the Fillmore East 2-11-69（1997年リリース）
- グレイトフル・デッド – History of the Grateful Dead, Volume One (Bear's Choice)(1970年2月13日 - 2月14日；1973年リリース）

- グレイトフル・デッド – Dick's Picks Volume Four – Grateful Dead Fillmore East 2/13–14/70（1996年：3枚組CD としてGrateful Dead Recordsからリリース）
- グレイトフル・デッド – Road Trips Volume 3 Number 31970年5月15日、フィルモア・イーストにて録音：2010年リリース：3枚組セットだが、ウェブサイト（dead.net）から受け付けた2010年リリース盤初期に限定版には、4枚目のボーナス・ディスクがついていた。）
- ジミ・ヘンドリックス – バンド・オブ・ジプシーズ(Band of Gypsys)（1970年）と Live at the Fillmore East（1999年
- Lorin Hollander – Lorin Hollander at the Fillmore East（1969年2月23日 録音）
- ハンブル・パイ – パフォーマンス〜ロッキン・ザ・フィルモア(Performance Rockin' the Fillmore)（1971年）
- アイアン・バタフライ - Fillmore East 1968（1968年4月26日 - 4月27日 録音：2011年、Rhino Entertainmentからリリース）
- ジェファーソン・エアプレイン – Bless Its Pointed Little Head（1969年：フィルモア・イーストとフィルモア・ウェストにおけるライブを収録）
- ジェファーソン・エアプレイン – Live at the Fillmore East（1969年録音：1998年リリース）
- ジェファーソン・エアプレイン – Sweeping Up the Spotlight（1969年録音：2007年リリース）
- キング・クリムゾン – エピタフ -1969年の追憶-(Epitaph)（2枚組のライブ録音集に、1969年11月21日に録音された3曲が収録されている。）
- キング・クリムゾン – Live at Fillmore East（1969年11月21日 - 11月22日のセットの一部が収録されている：2004年に Discipline Global Mobile から The King Crimson Collector's Club の Club 25 としてリリース）
- アル・クーパーとマイク・ブルームフィールド – フィルモア・イーストの奇蹟 (Fillmore East: The Lost Concert Tapes 12/13/68)（1968年12月13日 - 12月14日録音：2003年リリース）
- ラヴ – Studio / Live（ライブはフィルモア・イーストで録音：LP、1982年：CD、1991年）
- ジョン・レノンとオノ・ヨーコ – サムタイム・イン・ニューヨーク・シティ（Sometime in New York City）（ボーナス盤として同梱されていたライブ盤Live Jamの片面は、夫妻が1971年6月6日にザ・マザーズ・オブ・インヴェンションのコンサートのアンコールにゲスト出演した時の録音：1972年リリース）
- タジ・マハール – ザ・リアル・シング (The Real Thing)（1971年2月13日録音：1曲追加されたリマスター盤は2000年リリース）
- ジョン・メイオール – The Turning Point（LP、l1969年リリース|CD、1990年リリース：3トラック追加されたリマスター版が2001年リリース）
- ザ・マザーズ（The Mothers） – Fillmore East - June 1971（1971年6月6日のザ・マザーズ・オブ・インヴェンションのコンサートを収録：1971年リリース）
- マウンテン – 悪の華 （Flowers Of Evil）（片面は新曲のスタジオ録音で、片面は1970年12月26日のコンサートの録音：1971年リリース）
- ザ・ナイス – ジャズ+クラシック/ロック=ナイス （Nice）（片面は新曲のスタジオ録音で、片面は1969年4月9日、4月10日のコンサートの録音：1969年リリース）
- ザ・ナイス – エレジー （Elegy）（4曲の収録曲のうち、2曲が1969年12月19日、12月20日のコンサートの録音：1971年リリース）
- ザ・ナイス – フィルモア・イースト 1969 （Live at the Fillmore East December 1969）（1969年12月19日、12月20日のコンサートの録音：2009年リリース）
- ローラ・ニーロ – 飛翔 (Spread Your Wings and Fly: Live at the Fillmore East) （2004年リリース）
- クイックシルヴァー・メッセンジャー・サーヴィス – Happy Trails（1994年リリース：フィルモア・イーストとフィルモア・ウェストにおけるライブを収録）
- テン・イヤーズ・アフター – Live at the Fillmore East 1970（1970年2月27日 - 2月28日録音：2001年リリース）
- ジョニー・ウィンター – ライヴ(Live Johnny Winter and) （フィルモア・イーストと、フロリダ州のPirate's Worldにおけるライブを収録）
- ジョニー・ウィンター – Johnny Winter And: Live at the Fillmore East 10/3/70（2010年リリース）
- ニール・ヤング & クレイジーホース – Live at the Fillmore East（1970年3月6日 - 3月7日録音：CDおよびDVDとして、2006年リリース）
- フランク・ザッパ – The Mothers 1971[7]（1971年6月5日、6月6日のザ・マザーズ・オブ・インヴェンションのコンサートを収録：2022年リリース）
- フランク・ザッパ・アンド・マザーズ（Frank Zappa and The Mothers） – Freaks And Motherfu*#@%!（1970年11月14日のザ・マザーズ・オブ・インヴェンションのコンサートの海賊録音：ザッパが海賊盤を編集して1991年に発表したBeat the Boots!に収録）

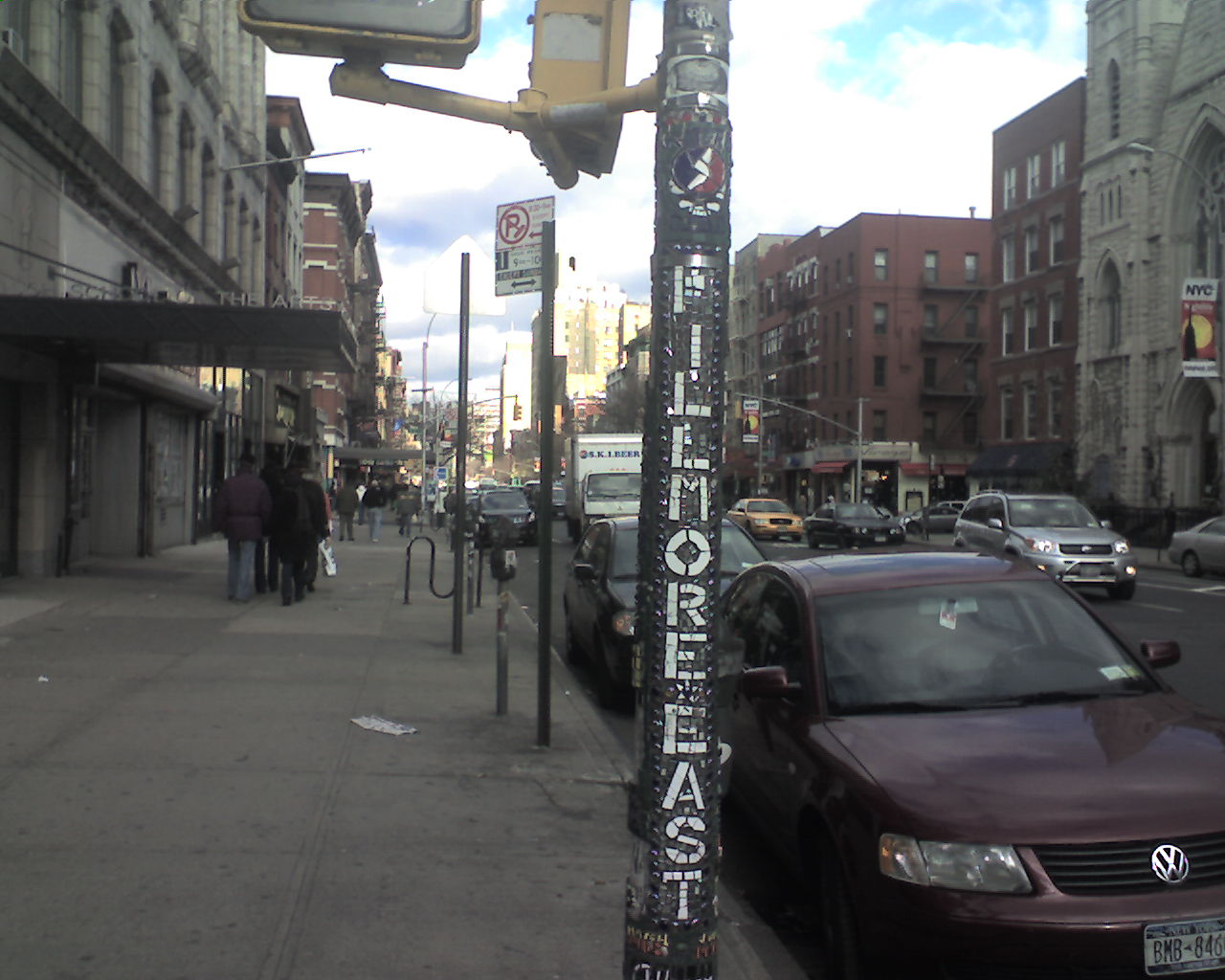
フィルモア・イーストがあったことを示す標識

- フランク・ザッパ・アンド・ザ・マザーズ・オブ・インヴェンション（Frank Zappa and The Mothers of Invention） – プレイグラウンド・サイコティクス （Playground Psychotics（1971年6月6日のザ・マザーズ・オブ・インヴェンションのコンサートのアンコールで、ジョン・レノン夫妻をゲストに迎えた時の録音から5曲を収録：1993年リリース）

### 閉場
音楽産業の変化とコンサート事業の急激な成長を受け、グラハムはフィルモア・イーストを閉場することにした。最後のコンサートは、1971年6月27日に、招待客だけが入場する形で行なわれ、オールマン・ブラザーズ・バンド、J・ガイルズ・バンド、アルバート・キング、特別ゲストとされたエドガー・ウィンターズ・ホワイト・トラッシュ、マウンテン、ビーチ・ボーイズ、カントリー・ジョー・マクドナルドが登場した。このコンサートは、WNEW-FMによって生中継され、演奏セットの間は、アリソン・スティール(Alison Steele, "The Nightbird")やスコット・マニ(Scott Muni)ら、当時の流行を創り出していたディスク・ジョッキーたちが繋ぐ構成になっていた。オールマン・ブラザーズ・バンドのセットは、後にアルバム『Eat a Peach』（1972年）のデラックス・エディション/リマスター版（2006年）の2枚目のディスクとしてリリースされた。

## その後
1974年12月7日、バリー・ステュアート（・ステイン）(Barry Stuart (Stein))が、この施設をNFE劇場（the NFE Theatre："NFE" は "New Fillmore East" の頭文字）として再開し、バックマン・ターナー・オーヴァードライヴのコンサートを行った。この施設は1975年の末まで運営されたが、名称は「ヴィレッジ・イースト (Village East)」に変更された。これは、ビル・グラハム側からフィルモアの名称を使用することに異議が出されたためであると考えられている。
1980年、この施設はザ・セイント(The Saint)という会員制のゲイ・ナイトクラブとなった。2007年現在、かつての正面玄関ロビーはエミグラント貯蓄銀行(Emigrant Savings Bank)の支店となっているが、この部分以外の建物の内装はすべて破壊されて、ハドソン・イースト(Hudson East)という集合住宅に改装されており、その玄関は東6丁目225番地に設けられている。
ライブ・ネイション(Live Nation)は、アーヴィング・プラザ(Irving Plaza)を改装して再開するに際して、新たに「ザ・フィルモア・ニューヨーク・アット・アーヴィング・プラザ (The Fillmore New York at Irving Plaza)」と名称を改めて、フィルモア・イーストの名称を復活させ、2007年4月11日にイングランドのポップ歌手/ソングライターであるリリー・アレンが杮落しをした。しかし、2010年5月にライブ・ネイションは、この新しい名前が浸透せず、「根強い要望」もあるとして、施設の名称を「アーヴィング・プラザ」に戻すと発表し、2010年6月23日から名称は元に戻った。